# Pidonia hylophila
Pidonia hylophila är en skalbaggsart. Pidonia hylophila ingår i släktet Pidonia och familjen långhorningar.

## Underarter
Arten delas in i följande underarter:
- P. h. hylophila
- P. h. affinis